# Kenta Kifuji
Kenta Kifuji (木藤 健太 Kifuji Kenta?), född 5 oktober 1981 i Nagasaki prefektur, är en japansk före detta fotbollsspelare.
Kifuji började sin karriär 2004 i Avispa Fukuoka. 2006 flyttade han till Montedio Yamagata. Han spelade 33 ligamatcher för klubben. Han avslutade karriären 2009.